# Jeu d'horreur

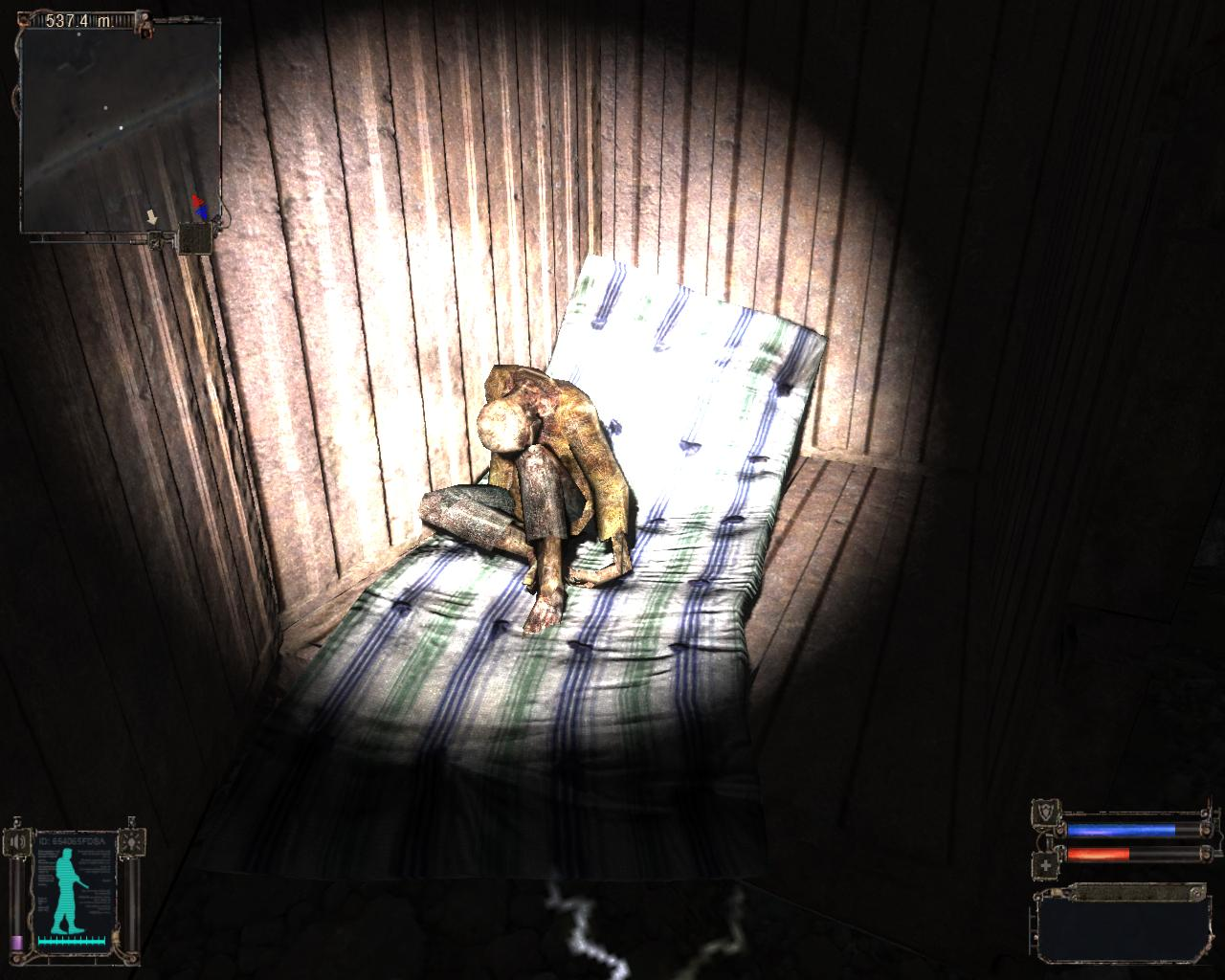
Exemple de jeu d'horreur (S.T.A.L.K.E.R.: Shadow of Chernobyl).

Un jeu d'horreur est un genre de jeu vidéo centré sur la fiction d'horreur et généralement conçu pour effrayer le joueur. Contrairement à la plupart des autres genres de jeux vidéo, qui sont classés en fonction de leur gameplay, les jeux d'horreur sont presque toujours basés sur une présentation narrative ou visuelle et utilisent une variété de types de gameplay,.

## Sous-genres
Historiquement, la classification des jeux vidéo en genres ignore les thèmes narratifs, qui incluraient les jeux de science-fiction ou de fantasy, préférant plutôt les systèmes basés sur le style de jeu ou parfois, les types de modes de jeu ou par plateforme. Les jeux d'horreur sont la seule classification basée sur la narration qui n'a généralement pas suivi ce modèle, l'étiquette de genre narratif étant largement utilisée pour les jeux conçus pour effrayer les joueurs. Cette large association au thème narratif des jeux d'horreur conduit à l'absence de sous-genres bien définis de jeux d'horreur. De nombreux genres définis par le gameplay ont de nombreux jeux avec des thèmes d'horreur, notamment la série de jeux de plate-forme Castlevania utilise des monstres et des créatures empruntés à de nombreux mythes d'horreur. Dans de tels cas, ces jeux sont toujours classés selon leur genre de jeu d'origine, l'aspect horreur étant considéré comme un aspect littéraire du jeu. Cependant, certains domaines spécifiques dans la classification générale des jeux d'horreur ont été identifiés comme des sous-genres uniques dans l'horreur.

### Survival horror
Les jeux de survival horror sont l'un des types de jeux d'horreur les mieux définis et les plus courants. Ces jeux ont tendance à se concentrer sur la survie du personnage-joueur dans un environnement d'horreur avec des ressources limitées, et ont donc tendance à être plus orientés comme un jeu d'action ou un jeu d'action-aventure. Un thème commun à ces jeux est l'évasion ou la survie de l'équivalent d'une apocalypse zombie, avec des armes, des munitions et des armures limitées. La série Resident Evil a inventé le terme et est le meilleur exemple de tels jeux,. D'autres séries d'horreur de survie notables incluent Clock Tower, Fatal Frame et Parasite Eve.

### Horreur d'action
Les jeux d'horreur d'action sont une retombée des jeux d'horreur de survie, où plus d'éléments de jeux d'action de jeu de tir à la première personne et à la troisième personne sont utilisés aux côtés des thèmes d'horreur de survie, ce qui les rend plus rapides que les jeux d'horreur de survie précédents. Ceux-ci ont gagné en popularité après la sortie de Resident Evil 4 en 2005 et qui ont persisté dans les deux titres suivants, Resident Evil 5 et Resident Evil 6, avec un gameplay plus axé sur le combat orienté vers l'action que sur les énigmes et la résolution de problèmes des titres précédents (Resident Evil 7 est revenu aux racines de l'horreur de survie de la série),. Des exemples de jeux d'action et d'horreur incluent la série The House of the Dead, la série Dead Space, la série Left 4 Dead et The Last of Us.

### Horreur psychologique
Les jeux d'horreur psychologique sont destinés à effrayer le joueur par des états émotionnels, mentaux ou psychologiques plutôt que par des monstres ou des peurs. La peur vient de « ce qui ne se voit pas, plutôt que ce qui est ». Ces jeux reposent généralement sur les perceptions peu fiables du personnage-joueur ou sur sa santé mentale douteuse afin de développer l'histoire. Grâce à l'utilisation de narrateurs peu fiables, de tels jeux peuvent explorer la peur de perdre sa capacité à penser rationnellement ou même à reconnaître sa propre identité. Les jeux d'horreur psychologique peuvent ne pas dépendre autant de l'action que les jeux d'horreur de survie, laissant plutôt le temps au joueur d'explorer et d'assister aux événements. Phantasmagoria (1995) est considérée comme l'une des premières œuvres de ce type tandis que la série Silent Hill, qui est également basée sur des éléments d'horreur de survie, est considérée comme l'un des jeux d'horreur psychologique déterminants. De tels jeux peuvent également tirer parti du support du jeu vidéo pour briser le quatrième mur et sembler affecter directement l'ordinateur ou la console du joueur, comme avec Eternal Darkness et Doki Doki Literature Club !,. Les jeux d'horreur psychologique peuvent toujours être liés à des genres basés sur l'action ; Spec Ops: The Line est un jeu de tir à la troisième personne mais avec un récit d'horreur psychologique inspiré d'œuvres comme Au cœur des ténèbres et Apocalypse Now.

### Jump scare d'horreur
Les jeux de jump scares sont conçus autour de moments visant à surprendre ou choquer immédiatement le joueur quand il ne s'y attend pas, ainsi qu'à créer un sentiment de terreur tout en anticipant la prochaine peur du saut. Alors que les jump scares peuvent être des éléments dans d'autres jeux d'horreur avec d'autres aspects du gameplay, les jeux d'horreur jump scares sont généralement limités à ce type de mécanisme de gameplay. Ils visent souvent à générer des réactions de la part des joueurs, qui se sont avérées populaires pour surveiller les parties en streaming des jeux. Five Nights at Freddy's est considéré comme l'un des premiers exemples principaux de ce style de jeu.

### Horreur inversé
Les jeux d'horreur inversés impliquent que le joueur fasse peur aux autres, plutôt que le joueur ait peur. Par rapport à un jeu d'horreur, le joueur est plutôt ce qui serait considéré comme l'antagoniste. Les jeux d'horreur inversés impliquent généralement d'assumer le rôle d'un monstre ou d'un méchant. Par rapport à la victime, le personnage principal a une sorte d'avantage sur les autres, comme une vision améliorée, une plus grande force ou des capacités surnaturelles. Les jeux d'horreur inversés peuvent également dériver d'un jeu d'horreur original, développé comme une suite ou une préquelle de l'original, destiné à afficher la perspective de l'antagoniste titulaire. Des exemples de jeux d'horreur inversés incluent Carrion et les modes multijoueurs asymétriques dans Dead by Daylight et Friday the 13th: The Game, dans lesquels un joueur contrôle le monstre qui poursuit les autres joueurs.

## Histoire
L'incorporation de thèmes généraux de genre d'horreur dans les jeux vidéo est apparue très tôt dans le milieu, inspirée par la fiction d'horreur et en particulier les films d'horreur. La première tentative rudimentaire de jeu vidéo d'horreur remonte à 1972, lorsqu'une superposition de Haunted House a été incluse avec la première console de jeu vidéo, la Magnavox Odyssey, inspirée de la fiction de la maison hantée. Le jeu vidéo d'arcade classique de Taito Space Invaders (1978) a également été cité comme un précurseur des jeux vidéo d'horreur, car il impliquait un scénario de survie dans lequel une invasion extraterrestre descend lentement et détruit de plus en plus le paysage tandis que les effets sonores menaçants s'accélèrent progressivement, ce qui a créé un sentiment de panique chez les joueurs lors de sa première sortie,. Les jeux d'aventure Mystery House (1980) et The Lurking Horror (1987) ont incorporé des éléments d'horreur dans leurs descriptions textuelles des pièces.
Nostromo (1981) d'ASCII Corporation pour PC-6001, inspiré du film d'horreur de science-fiction Alien (1979), était un jeu d'horreur de survie qui consiste à échapper à un extraterrestre invisible avec des ressources disponibles limitées. Un autre premier jeu vidéo d'horreur notable était Haunted House (1982) pour l'Atari 2600. À ce stade, la technologie des jeux vidéo n'avait pas la fidélité nécessaire pour véhiculer les thèmes de l'horreur dans la technologie et était plutôt enveloppée dans des manuels de jeu et d'autres supports de présentation. 3D Monster Maze (1982) pour le Sinclair ZX81, bien que ne contenant pas d'images liées à des jeux d'horreur, a été l'un des premiers jeux à induire le sentiment de suspense et de mystère typiquement associé au genre.
Avec plus de capacités graphiques, les jeux devraient commencer à inclure des images liées à l'horreur, souvent présentes dans les jeux sous licence basés sur des films d'horreur des années 1980 et 1990 tels que The Texas Chainsaw Massacre (1974), Halloween (1983) et Friday the 13th (1989), ainsi que des jeux inspirés des films d'horreur comme le survival-horror Project Firestart (1989) inspiré des films Alien. En raison des limitations des consoles et des ordinateurs, ces images d'horreur étaient souvent limitées aux cinématiques plutôt qu'aux sprites animés utilisés dans le gameplay basé sur l'action pour donner la fidélité aux détails de la scène d'horreur.
Monster Bash de Sega (1982) était un jeu d'action d'arcade sur le thème de l'horreur qui dépeint des monstres classiques du cinéma tels que le comte Dracula, le monstre de Frankenstein et les loups-garous. D'autres jeux d'action horreur sur le thème qui ont suivi dans les fin des années 1980 inclus Capcom et Ghosts' n Goblins (1985), Castlevania (1986) de Konami,, et de Sega Ghost House (1986) et Kenseiden (1988), avec des jeux d'horreur d'arcade sanglants plus violents, notamment Chiller (1986) de Exidy et Splatterhouse (1988) de Namco. L'un des jeux d'aventure graphique sur le thème de la "maison hantée" les plus connus était Maniac Mansion (1987) de LucasArts. Sweet Home (1989) était un jeu vidéo de rôle d'horreur de survie basé sur le film d'horreur japonais du même nom. C'était le premier titre d'horreur de survie de Capcom, réalisé par Tokuro Fujiwara, qui avait précédemment conçu Ghosts 'n Goblins et a ensuite produit Resident Evil, qui était à l'origine destiné à être un remake de Sweet Home.
Alone in the Dark (1992), développé par Infogrames et inspiré de la fiction de H.P. Lovecraft et des films de zombies de George Romero, a été l'un des premiers jeux d'horreur de survie à apporter une présentation plus immersive, en utilisant des figures 3D brutes dessinées sur un arrière-plan pré-rendu en 2D, afin que les joueurs contrôlent leur personnage à partir d'un angle de caméra fixe. Cela a permis aux développeurs de créer le sentiment de tension nécessaire tout au long du jeu d'aventure. Alone in the Dark a été un succès mondial sur les ordinateurs personnels. Sweet Home et Alone in the Dark ont ensuite inspiré le premier Resident Evil (1996) de Capcom, qui a inventé le terme "horreur de survie",. Il a donné naissance à la franchise Resident Evil, qui a défini et popularisé les jeux d'horreur de survie. The House of the Dead (1996) de Sega était un jeu de tir d'horreur d'arcade qui présentait des zombies rapides qui pouvaient courir, sauter et nager, tandis que Silent Hill (1999) de Konami définissait et popularisait les jeux d'horreur psychologique.
Alors que les jeux d'horreur étaient inspirés des films d'horreur jusqu'aux années 1990, les jeux d'horreur ont ensuite influencé les films d'horreur dans les années 2000. Le succès de Resident Evil et House of the Dead a suscité un regain d'intérêt pour les films de zombies dans les années 2000, influençant les films de zombies à succès tels que 28 Jours plus tard (2002), la série de films Resident Evil, L'Armée des morts (2004) et Shaun of the Dead (2004),. Les jeux Resident Evil et House of the Dead ont influencé les films de zombies à évoluer vers une approche plus orientée vers l'action avec des thèmes scientifiques et des zombies rapides,.

## Liens
- Liste de jeux d'horreur (en)
- Liste de survival horror